# Религия во Владивостоке

Празднование 140-летия Синодального перевода Библии во Владивостоке

Самой массовой конфессией во Владивостоке является православие, представленное разными направлениями: Русская православная церковь (Московский патриархат), акефальная Дальневосточная епархия РПЦЗ РПЦЗ(А), старообрядчество, Армянская апостольская церковь. Приходы РПЦ МП составляют Владивостокскую епархию, в составе Приморской митрополии. Епархия имеет духовную семинарию, сеть воскресных школ, издаёт ежемесячную газету «Приморский Благовест».
В 1990-е годы возродились католическая и лютеранская общины. Число их прихожан невелико. В городе также действуют пять баптистских, адвентистская, методистская, а также пятидесятнические, пресвитерианские, харизматические и другие христианские общины. Владивосток является центром протестантских церковных объединений — Объединения церквей евангельских христиан-баптистов Приморского края и Приморского объединения миссионерских церквей евангельских христиан. При содействии протестантистских движений открыто Владивостокское отделение Российского Библейского общества.
Активны организации парахристианских конфессий — свидетелей Иеговы и мормонов. Также во Владивостоке есть иудейская община. Работает Еврейский религиозно-культурный центр. В 1995 году возобновила деятельность буддийская община. В городе сложилась крупнейшая в Приморье мусульманская община.
Также во Владивостоке есть общины кришнаитов и бахаи. Периодически появляются свидетельства существования в городе религиозных групп саентологов, неоязычников, последователей «Звенящих кедров России» и других так называемых «новых религиозных движений».

## Православие

### РПЦ МП

#### Соборы
| Название | Адрес                    | Строительство | Архитектор                                                       | Современный статус                                   | Изображение |
| --- | ------------------------ | ------------- | ---------------------------------------------------------------- | ---------------------------------------------------- | ----------- |
| Спасо-Преображенский собор                                                                                    | Площадь Борцов Революции | 2012—?        | А. С. Котляров, В. В. Чиртик                                     | Строится                                             |             |
| Свято-Никольский собор (Церковь-школа скорбящей Богоматери памяти русских воинов, погибших в 1904—1905 годах) | Улица Махалина, 30       | 1906—1907     | Неизвестен                                                       | Действующий Объект культурного наследия № 2500153000 |             |
| Покровский собор (Храм Покрова Пресвятой Богородицы)                                                          | Океанский проспект, 44   | 2004—2007     | Коллектив архитекторов ДНИИМФа во главе с Александром Котляровым | Действующий                                          |             |

#### Приходские церкви
| Название                                                                                  | Адрес                  | Строительство  | Архитектор                                                                                            | Современный статус                                   | Изображение |
| ----------------------------------------------------------------------------------------- | ---------------------- | -------------- | --- | ---------------------------------------------------- | ----------- |
| Храм Успения Божией Матери                                                                | Улица Светланская, 65  | начало XX века | — | Действующий Объект культурного наследия № 2500699000 |             |
| Храм Святого Праведного Иоанна Кронштадтского                                             | Океанский проспект, 44 | 1998—1999      | Неизвестен                                                                                            | Действующий                                          |             |
| Храм Святого Благоверного князя-страстотерпца Игоря Черниговского                         | Фонтанная, 12          | 2006—2007      | Валерий Моор                                                                                          | Действующий                                          |             |
| Крестовый храм Епархиального управления в честь преподобного Сергия, игумена Радонежского | Пологая, 65            | 1910—1912      | Н. Коновалов                                                                                          | Действующий Объект культурного наследия № 2500154000 |             |
| Храм Святой Мученицы Татианы при ДВГТУ                                                    | Пушкинская, 29-б       | 2000           | Группа архитекторов под руководством В. К. Моора при участии студентов Архитектурного института ДВГТУ | Действующий                                          |             |
| Храм Святого Апостола Андрея Первозванного                                                | Петра Великого, 4-г    | 2004—2005      | Валерий Моор                                                                                          | Действующий                                          |             |
| Храм Казанской иконы Божией Матери                                                        | Верхнепортовая, 74     | 1958—2004      | — | Действующий                                          |             |
| Храм иконы Божией Матери Порт-Артурской                                                   | Гамарника, 18          | 2003           | — | Действующий                                          |             |
| Храм Святого Преподобного Серафима Саровского при ОАО «Владхлеб»                          | Проспект Народный, 29  | ???            | — | Действующий                                          |             |
| Храм святых равноапостольных Кирилла и Мефодия                                            | Бородинская, 25        | 2000—2002      | ???                                                                                                   | Действующий                                          |             |
| Храм Святителя Николая, архиепископа Мир Ликийских, чудотворца памяти погибших рыбаков    | Калинина, 243          | 1996—2003      | ???                                                                                                   | Действующий                                          |             |

#### Часовни
| Название                                         | Адрес                               | Строительство | Архитектор                                                                      | Современный статус                                 | Изображение |
| ------------------------------------------------ | ----------------------------------- | ------------- | ------------------------------------------------------------------------------- | -------------------------------------------------- | ----------- |
| Часовня Святого Праведного воина Феодора Ушакова | Ивановская, 4, стр. 2               | 2002          | Специалисты Дальневосточного научно-исследовательского института морского флота | Действующий                                        |             |
| Часовня Святого Преподобного Серафима Саровского | Океанский проспект, д. 44-г, стр. 2 | ???           | ???                                                                             | Действующий                                        |             |
| Часовня Николая Чудотворца                       | Ивановская, 3-б                     | 1892          | А. Базилевский                                                                  | Заброшена Объект культурного наследия № 2500128000 |             |

#### Марфо-Мариинская женская обитель милосердия
| Название                                                        | Адрес                   | Строительство | Архитектор   | Современный статус                                   | Изображение |
| --------------------------------------------------------------- | ----------------------- | ------------- | ------------ | ---------------------------------------------------- | ----------- |
| Храм Священномученика Евсевия, епископа Самосатского            | Седанка, улица 14-я, 32 | 1900—1901     | И. В. Мешков | Действующий Объект культурного наследия № 2500170002 |             |
| Часовня Святого Благоверного великого князя Александра Невского | Седанка, улица 14-я, 34 | 1910—1911     | И. В. Мешков | Действующий Объект культурного наследия № 2500170001 |             |

#### Свято-Серафимовский мужской монастырь
| Название                              | Адрес          | Строительство | Архитектор | Современный статус | Изображение |
| ------------------------------------- | -------------- | ------------- | ---------- | ------------------ | ----------- |
| Храм Преподобного Серафима Саровского | Русский остров | 1914          | ???        | Действующий        |             |

#### Домовые храмы
- Домовый храм Святого Апостола Андрея Первозванного, ранее находившемся при МЧС
- Домовый храм Святителя Луки исповедника, архиепископа Симферопольского и Крымского (Войно-Ясенецкого)
- Домовый храм иконы Пресвятой Богородицы «Всех скорбящих радость»
- Домовый храм Святого Великомученика и целителя Пантелеймона

### Дальневосточная епархия РПЦЗ
- Свято-Евсевиевский кафедральный собор на ул. Успенского, 86
- Домовой храм препмуч. Елизаветы на ул. Чкалова, 30

### Старообрядцы
| Название                                        | Адрес          | Строительство | Архитектор | Современный статус                                   | Изображение |
| ----------------------------------------------- | -------------- | ------------- | ---------- | ---------------------------------------------------- | ----------- |
| Домовой храм во имя святителя Николы Чудотворца | Махалина, 14/1 | 1892—1893     | Неизвестен | Действующий Объект культурного наследия № 2500152001 |             |

### Армянская церковь
В Приморье насчитывается около 6 тысяч армян, которые начали заселять край в конце XIX века. По данным переписи 1897 года во Владивостоке проживали 11 армян. На 1 февраля 1914 года в городе проживал 151 приверженец армяно-григорианской церкви, а в целом в крае их
насчитывалось 414 человек. Верующие армяне относят себя к Армянской апостольской (монофизитской) церкви, но есть и армяне-католики, православные, лютеране. Так, в 1905 году одиннадцать армян упомянуты в числе верующих-христиан Евангелическо-лютеранской церкви во Владивостоке. Изначально, армяно-григорианская община была самой малочисленной из христианских общин в Приморье. Община располагала своим молельным домом во Владивостоке на улице Володарского, 13, в котором служил священник из сибирских армян — отец Егише Ростомянц. В том же здании располагалось церковное попечительство, в которое входили Петр Алексеевич Елагянц, Марк Арушанович Лалаянц и Александр Аванесович Тютюнджянц. Молитвенный дом продолжал действовать и в советское время, в период Великой Отечественной войны. В начале 1990-х годов от постройки остались лишь фрагменты кладки, которые были переданы армянской общине Владивостока, которая приняла решение на этом месте возвести новую церковь «Сурб Геворг» (Георгия Победоносца), строительство которой продолжалось 10 лет. С 8 апреля 2007 года в храме ведутся утренние и вечерние службы. По благословению главы Ново-Нахичеванской и Российской епархии епископа Езраса Нерсисяна духовным пастырем церкви «Сурб Геворг» города Владивостока стал священник Ашот Казарян.
| Название                                     | Адрес            | Строительство | Архитектор  | Современный статус | Изображение |
| -------------------------------------------- | ---------------- | ------------- | ----------- | ------------------ | ----------- |
| Армянская Апостольская церковь «Сурб Геворг» | Володарского, 13 | 1997—2007     | Г. М. Сусол | Действующий        |             |

## Католицизм
Католическая община во Владивостоке существовала с 1866 года, однако в самостоятельную единицу приход во Владивостоке выделился в 1886—1890 годах. В июле 1886 года владивостокскому приходу был выделен земельный участок для строительства храма, в 1889 году освящена часовня, годом позже закончилось строительство приходского дома.
Прихожанами были в основном нижние чины различных воинских формирований и строительных подразделений крепости Владивосток, а также предприниматели, юристы, врачи, учителя и крестьяне. В 1891 году была освящена первая деревянная католическая церковь — Рождества Пресвятой Девы Марии, но в феврале 1902 года она сгорела. Приход начал проводить богослужения во временном молебном доме, деревянном здании, изначально предназначавшимся для школы, но ставшим богослужебным помещением до строительства нового храма.
Современный каменный неоготический храм был заложен в 1908 году. Церемонию его освящения совершил в 1909 году епископ Могилёвской архиепархии Ян Цепляк. Освящён без колокольных башен 2 октября 1921 года во имя Пресвятой Богородицы. В 1923 году храм получил статус кафедрального собора Владивостокской епархии, ординарием которой стал епископ Кароль Сливовский.
Постановлениями Городского Совета от 20 августа и 3 сентября 1935 года храм был закрыт и здание передали архивному бюро облисполкома. Верующие продолжали собираться по своим домам до тех пор, пока пять членов прихода — Антон и Валериан Герасимук, Сигизмунд Бржезинский, Ян Струдзинский и последний староста — Мартин Малиневский были арестованы (с июля по ноябрь 1937), осуждены за создание «контрреволюционной подпольной религиозной польской организации» и 3 февраля 1938 года расстреляны.
В 1938 году здание было приспособлено под архив, ставший впоследствии Государственным архивом Приморского края. В 1987 году здание объявлено памятником архитектуры краевого значения. В 1991 году архив переехал в новое помещение, а 15 сентября 1993 года здание было возвращено возрождённому католическому приходу. С 1992 года в приходе служат священники из США: настоятель Мирон Эффинг и викарий Даниил Маурер.
| Название                                  | Адрес            | Строительство | Архитектор          | Современный статус                                   | Изображение |
| ----------------------------------------- | ---------------- | ------------- | ------------------- | ---------------------------------------------------- | ----------- |
| Католическая церковь Пресвятой Богородицы | Володарского, 22 | 1908—1921     | А. А. Гвоздзиовский | Действующий Объект культурного наследия № 2500120000 |             |

## Протестантизм
Протестантизм довольно широко распространён и имеет глубокие исторические корни. В частности, городские общины евангельских христиан-баптистов и адвентистов седьмого дня ведут свою историю непрерывно ещё с дореволюционных времен, они успешно пережили самые тяжёлые антирелигиозные кампании Советской власти.
Владивосток является центром трёх протестантских церковных объединений: Объединения церквей евангельских христиан-баптистов, Приморского объединения миссионерских церквей евангельских христиан (ПОМЦЕХ) и Северо-восточного союза церквей евангельских христиан (СВСЦЕХ).

### Лютеране
В 1878 году российский немец Отто Рейн (нем. Otto Rein) переселился с Аляски во Владивосток, купил участок земли и передал его лютеранской общине, которая построила на нём деревянную лютеранскую церковь — предшественницу нынешней кирхи. В 1909 году деревянная церковь была заменена на кирпичную, построенную на средства предпринимателей немецкого происхождения. Основную сумму внесла торговая фирма «Кунст и Альберс», управляющий которой, Адольф Даттан (нем. Adolph Traugott Arthur Dattan), много лет входил в руководство церковного совета. Постройка обошлась в 43 801 рубль 17 копеек. Уже при Советской власти, в октябре 1923 года, эта же фирма, сделав ремонт здания, установила в нём отопление.
Церковь была рассчитана на 400 человек. Мест для сидения — 220. Построенная на возвышении, кирха доминировала над окружающим пространством и стала заметной частью облика центра города. Проезд между улицами Светланской и Пушкинской в августе 1908 года получил название — Кирочная улица.
С 1880 по 1912 год пасторскую службу осуществлял евангелическо-лютеранский дивизионный проповедник Карл-Август Румпетер (нем. Karl August Rumpeter, вариант имени в источниках — А. П. Рюмпетер). С 1913 по 1922 год — пастор Адальберт Леста (нем. Adalbert Lesta). С 1923 по 1935 год — пастор Вольдемар Рейхвальд (нем. Woldemar Reichwald).
В 1935 году власти закрыли храм и распустили лютеранскую общину. 28 декабря Рейхвальд был арестован и осуждён на 7 лет лагерей. Его дальнейшая судьба неизвестна. В октябре 1936 года здание кирхи передали Военно-Морским Силам РККА. В нём открыли кинотеатр имени М. Горького, здесь же разместился клуб старшин Тихоокеанского флота. С 1950 по 1997 год в здании был Военно-исторический музей Тихоокеанского флота. У входа стояли музейные пушки и танк Т-18, на месте алтаря — бюст Ленина.
В мае 1992 года в только что открытый для иностранцев Владивосток приехал пастор из Гамбурга Манфред Брокманн (нем. Manfred Robert Georg Brockmann) и воссоздал в городе евангелическо-лютеранскую общину Святого Павла.
16 сентября 1997 года, в присутствии посла Германии в России, здание кирхи было передано общине в безвозмездное и бессрочное пользование. Посол, доктор Эрнст-Йорг фон Штудниц (нем. Dr Ernst-Jörg von Studnitz), немало этому содействовал. Сразу же церковь начала действовать, и сразу же была начата реставрация здания, продолжавшаяся более 12 лет. Реставрация была выполнена, в основном, с помощью организаций и частных лиц из Германии, США и других стран — это и финансирование, и труд специалистов и волонтёров.
Кирха является главным храмом пробства Дальнего Востока (немецкой) Евангелическо-лютеранской церкви в России. С 7 ноября 1993 года пробстом Дальнего Востока и пастором общины Святого Павла является Манфред Брокманн, почётный консул Германии в отставке . Из-за эмиграции в Германию, отмечал в 2004 году пастор Брокманн, этнических немцев в общине почти не осталось, она растёт за счёт русских прихожан. В 2006 году численность общины достигла 200 человек.
| Название              | Адрес          | Строительство | Архитектор         | Современный статус                                   | Изображение |
| --------------------- | -------------- | ------------- | ------------------ | ---------------------------------------------------- | ----------- |
| Церковь Святого Павла | Пушкинская, 14 | 1907—1909     | Георгий Юнгхендель | Действующий Объект культурного наследия № 2500162000 |             |

### Евангельские христиане-баптисты
| Название                       | Адрес                  | Строительство | Архитектор | Современный статус | Изображение |
| ------------------------------ | ---------------------- | ------------- | ---------- | ------------------ | ----------- |
| Центральная церковь            | Народный проспект, 2-б | 1992—1995     | ???        | Действующий        |             |
| Церковь «Благая Весть»         | Улица Терешковой, 1    | 1993—2001     | ???        | Действующий        |             |
| Церковь «Преображение»         | Светланская, 41-а      | 1900-е годы   | Неизвестен | Действующий        |             |
| Церковь МСЦ ЕХБ («отделённых») | Брестский переулок, 9  | ???           | ???        | Действующий        |             |
| Русская баптистская церковь    | Алеутская улица, 61    | ???           | ???        | Действующий        |             |

### Евангельские христиане
| Название                                       | Адрес              | Строительство | Архитектор | Современный статус | Изображение |
| ---------------------------------------------- | ------------------ | ------------- | ---------- | ------------------ | ----------- |
| Церковь Святой Троицы                          | Юмашева, 12Д       | ???           | ???        | Действующий        |             |
| Евангельская Христианская Церковь Владивостока | Нерчинская, 10-510 | ???           | ???        | Действующий        |             |

### Методисты
| Название                          | Адрес              | Строительство | Архитектор | Современный статус | Изображение |
| --------------------------------- | ------------------ | ------------- | ---------- | ------------------ | ----------- |
| Христианская методистская церковь | Светланская, 108-ж | ???           | ???        | Действующий        |             |

### Пресвитериане
Становление пресвитерианской церкви во Владивостоке относится к 1905 году, когда наладились первые связи с корейской пресвитерианской церковью «Тонъно». В 1909 г. в город прибывает пастор Цой Кванфуль, чтобы проповедовать Евангелие корейскому населению. Корейцы вели активную мессионерскую деятельность вплоть до 1925 г., когда решением 14-й Генеральной Ассамблеи Пресвитерианских церквей Кореи был упразднён Синод в Сибири. В 1937 году корейцы были принудительно переселены в Казахстан, что означало исчезновение пресвитерианской церкви в городе. В 1990 году, с принятием закона «О свободе вероисповедания», корейская миссия возрождается; в 1991 году в Находке открылась первая церковь, в 1995 г. — основана семинария, которая в 1998 году переехала в новое здание во Владивостоке, получив название Пресвитерианская духовная семинария г. Владивостока. За 1998—2015 гг. семинарию окончили 105 человек, из них 17 стали пасторами, 19 — проповедниками.
- Церковь «Вечная Радость» в Почтовом пер., 5
- Церковь на ул. Русской, 17[28]
- Церковь глухих на ул. Котельникова, 12
- Церковь «Великая Вера» на ул. Марины Расковой, 2
- Церковь «Вера» на ул.50 лет ВЛКСМ, 26/а
- Церковь «Истина и Свобода» на ул. Адм. Фокина 7/2

### Пятидесятники

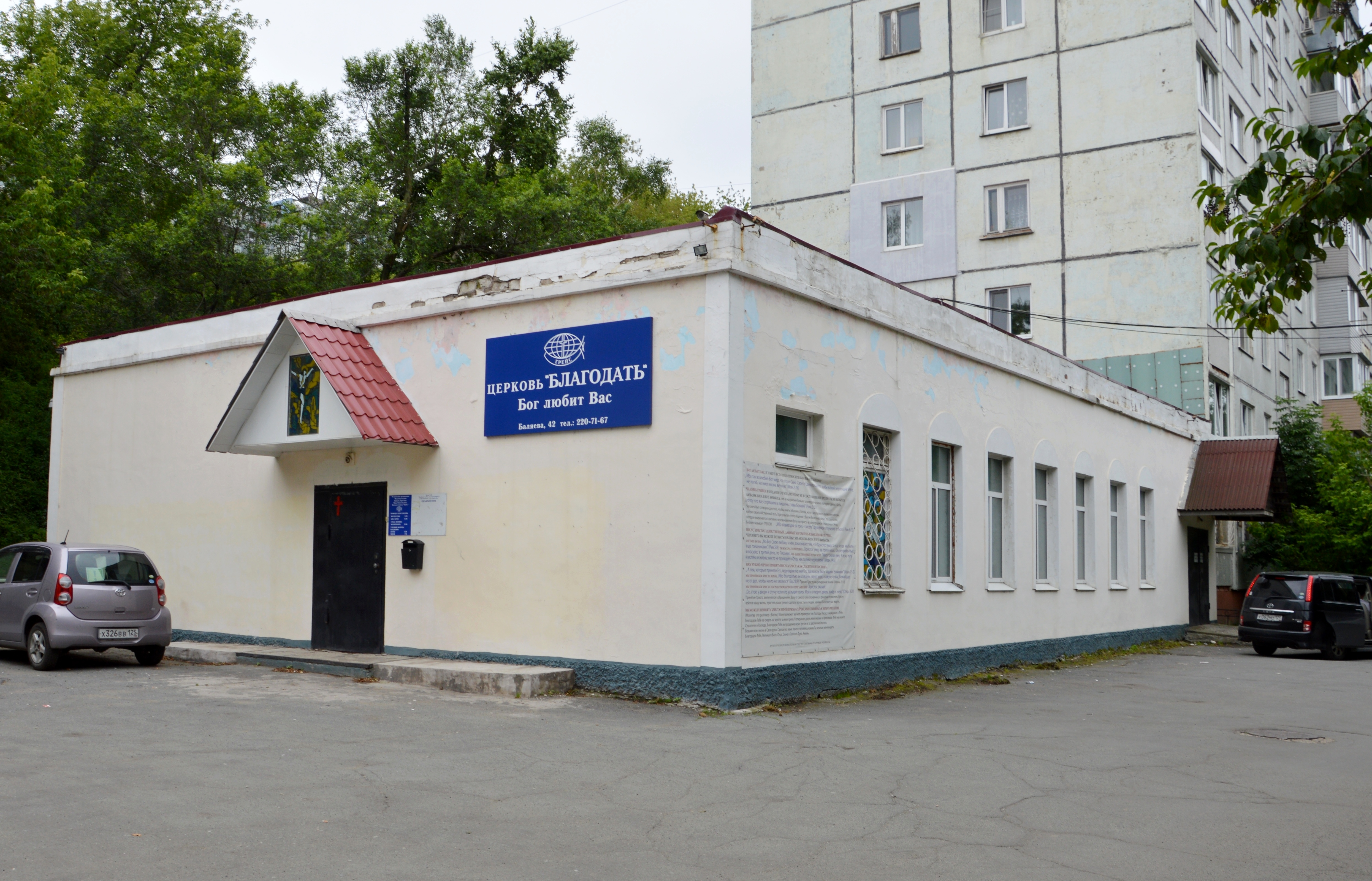
Пятидесятническая церковь «Благодать»

- Церковь братства ОЦ ХВЕ на ул. Ильичёва, 26 (Детский клуб «Чайка»)
- Церковь «Грейс — Благодать» на ул. Баляева, 42
- Церковь «Полное Евангелие» на ул. Ковальчука, 5а

### Харизматы
- Церковь Бога Живого христиан веры евангельской г. Владивостока на Беговой ул., 23, п. Трудовое
- Евангельская церковь «Высшее Призвание» на ул. Пушкинской, 8
- Евангельская церковь «Живая Вера» на Партизанском пр-те, 62/а (ДКЖД)
- Евангельская церковь «Дверь в Небо» на ул. 2-й Строительной, 13
- Церковь «Слово Жизни» на ул. Алеутской, 61[29]
- Церковь «Жизнь в Слове» на ул. Байдукова 16 (рядом с Чапаева 12)
- Церковь «Путь к жизни» на ул. Шепеткова, 31/1
- «Церковь Божья» на ул. Светланская 41а (Клуб работников почтовой связи)

### Адвентисты
- Церковь адвентистов седьмого дня на Народном пр-те, 2 а

## Ислам
Во Владивостоке действуют несколько мечетей и молельных домов (по данным 2ГИС и Яндекс Карт):
- Молельный дом на ул. Крыгина, 82
- Молельный дом на ул. Военное Шоссе 31
- Мечеть на ул. Шепеткова, 33
- Мечеть на ул. Добровольского, 33, стр. 4

## Иудаизм
| Название                               | Адрес                  | Строительство | Архитектор | Современный статус                                   | Изображение |
| -------------------------------------- | ---------------------- | ------------- | ---------- | ---------------------------------------------------- | ----------- |
| Синагога еврейской общины Владивостока | Прапорщика Комарова, 5 | 1916—1917     | Неизвестен | Действующий Объект культурного наследия № 2500591000 |             |

## Буддизм
- Буддийский центр Алмазного Пути Школы Карма Кагью[32] (см. Оле Нидал)
- Буддийский храм «Урадзио Хонгадзи» был построен японской общиной в 1916 г. В 1937 прекратил деятельность, имущество храма вывезено в Японию.[33]

## Сознание Кришны

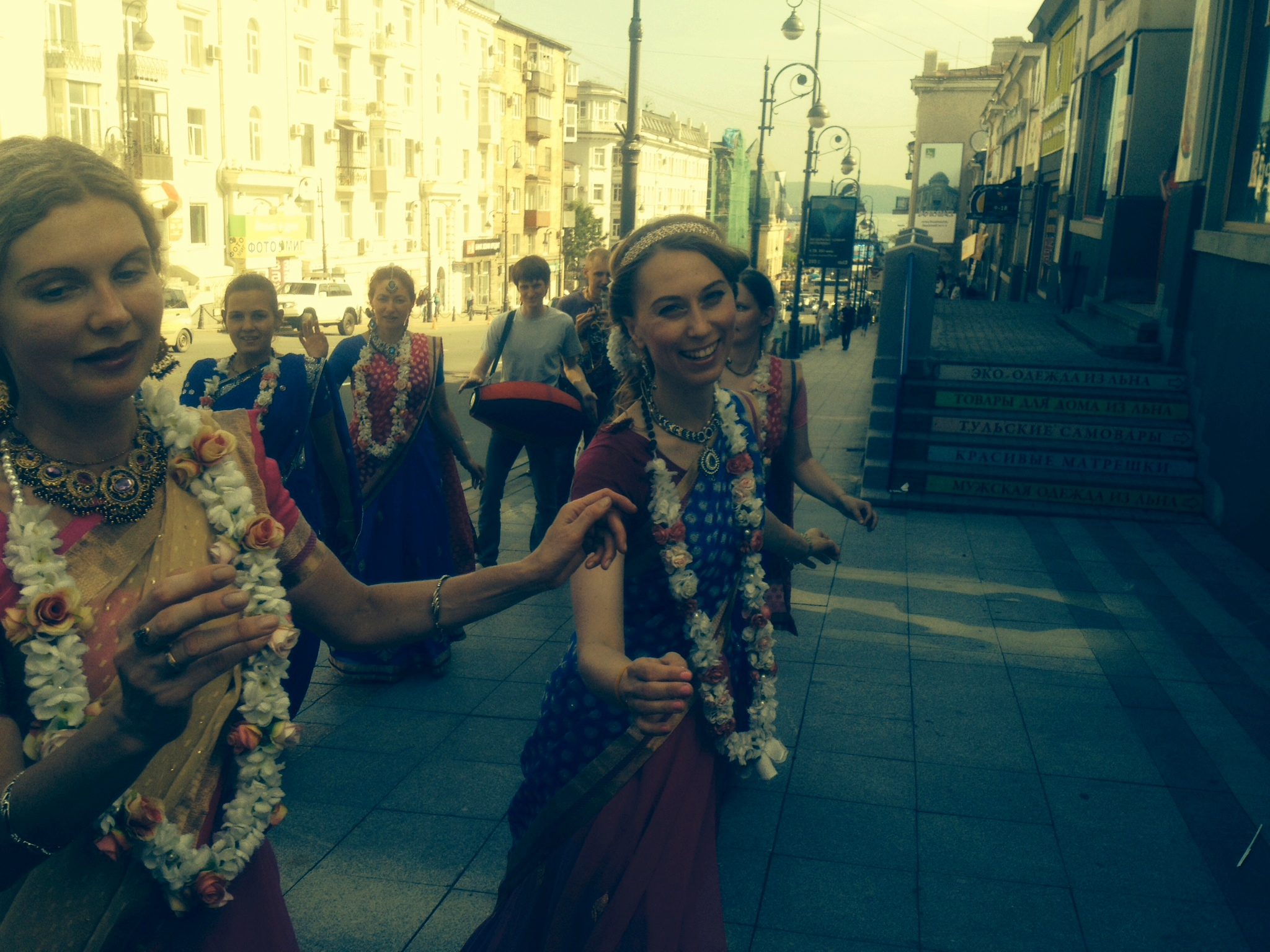
Кришнаиты во Владивостоке

- Владивостокский центр ведической культуры[34]

## Община Бахаи
С 1992 года во Владивостоке действует община бахаи, которая проводит образовательные виды деятельности, молитвенные встречи и празднования святых дат.